# Ricardo Darín
Ricardo Alberto Darín (Buenos Aires, 16 gennaio 1957) è un attore argentino.
Considerato uno degli attori più prolifici e popolari del cinema argentino contemporaneo, è noto a livello internazionale per le sue interpretazioni in film come Nove regine (2000), Il figlio della sposa (2001), Il segreto dei suoi occhi (2009), vincitore nel 2010 dell'Oscar come miglior film straniero, I segreti del settimo piano (2013), Criminali come noi (2019) e Argentina, 1985 (2022).
Considerato un attore feticcio dei registi Juan José Campanella e Sebastián Borensztein, ha vinto un Premio Goya per il miglior attore protagonista, la Concha de Plata al miglior attore e nel 2017 il Premio Donostia alla carriera.
Quentin Tarantino lo ha paragonato ad Al Pacino, elogiando spesso le sue qualità attoriali, tanto da essere tra i suoi attori preferiti e dichiarando di desiderare di poter lavorare con lui.

## Biografia
Ricardo Darín nasce a Buenos Aires, in Argentina, figlio degli attori teatrali Ricardo Darín e Renée Roxana (artisticamente nota come Roxana Darín); la sua famiglia è da un lato d'origini italiane, precisamente di Vigo di Cadore (in provincia di Belluno), e dall'altro d'origini siriane e libanesi. Debutta in teatro a dieci anni con i suoi genitori. A partire dai sedici anni acquista una notevole popolarità per la sua partecipazione come protagonista a varie telenovelas argentine, tra cui Stellina e Ribelle. Negli anni ottanta entra a far parte dei galancitos, un gruppo di giovani attori argentini che raccolgono un enorme successo sia in televisione che in teatro. La grande fama arriva però negli anni novanta interpretando un ruolo comico nella serie televisiva Mi cuñado. Nonostante il suo lavoro costante nel mondo della televisione, Darin in questi anni non lascerà mai il teatro.
A partire dalla fine degli anni novanta partecipa come attore in pellicole cinematografiche di successo, come El faro, di Eduardo Mignogna e El mismo amor, la misma lluvia di Juan José Campanella, in cui riceve molti elogi dalla critica. Ma il successo internazionale viene raggiunto con l'interpretazione di Marcos, un ladruncolo in un'Argentina che inizia ad agonizzare economicamente, nel film Nove regine, del regista argentino Fabián Bielinsky. Dopo il grande successo di Nove regine, Darín ha un ruolo piccolo ma efficace nel 2001 nel nuovo film di Mignogna La fuga. Lo stesso anno è protagonista nel film Il figlio della sposa, di Juan José Campanella. Il film, spinto dal successo di botteghino e di critica, riceve la nomination per la categoria Miglior film straniero all'edizione 2002 degli Oscar.
Negli anni duemila interpreta vari film, tra i quali Luna de Avellaneda, sempre per la regia di Juan José Campanella, El aura del regista Fabián Bielinsky, XXY, scritto e diretto da Lucía Puenzo, presentato al Festival di Taormina 2007 e vincitore della Settimana internazionale della critica di Cannes, in cui interpreta il padre di un adolescente ermafrodita. Intanto il film La señal (2007) segna il suo debutto come regista. Nel 2009, insieme a Soledad Villamil e Guillermo Francella, è il protagonista de Il segreto dei suoi occhi, film drammatico di Juan José Campanella, premiato con l'Oscar per il Miglior film straniero del 2010.
Negli anni duemiladieci compare nei film Carancho, di Pablo Trapero, Cosa piove dal cielo?, che viene premiato con il Marc'Aurelio d'oro per il miglior film al Festival internazionale del film di Roma 2011, Elefante blanco, dedicato alla memoria di Padre Carlos Mugica, assassinato nel 1974, e Storie pazzesche, un'antologia di sei cortometraggi uniti dal tema comune della violenza e della vendetta, diretti da Damián Szifrón e co-prodotti da Agustín Almodóvar e Pedro Almodóvar, che è stato uno dei film col più grande successo di pubblico in Argentina in quell'anno. Nel 2019 ha interpretato il film Criminali come noi.
Dal 2016 è un patrocinatore dell'associazione internazionale di cinema DreamAgo.
Nel 2021, Ricardo Darín torna protagonista di un film di successo internazionale, candidato anche all'Oscar come miglior film straniero: Argentina 1985.

### Vita privata
Dal 1988 è sposato con Florencia Bas, da cui ha avuto due figli; Ricardo "Chino" Darín (1989) e Clara Darín (1993).

## Filmografia

### Attore

#### Cinema
- La culpa, regia di Kurt Land (1969)
- He nacido en la ribera, regia di Catrano Catrani (1972)
- Así es la vida, regia di Enrique Carreras (1977)
- La nueva cigarra, regia di Fernando Siro (1977)
- Los éxitos del amor, regia di Fernando Siro (1979)
- La rabona, regia di Mario David (1979)
- La fiesta de todos, regia di Sergio Renán - documentario (1979)
- La carpa del amor, regia di Julio Porter (1979)
- Juventud sin barreras, regia di Ricardo Montes (1979)
- La playa del amor, regia di Adolfo Aristarain (1980)
- La canción de Buenos Aires, regia di Fernando Siro (1980)
- La discoteca del amor, regia di Adolfo Aristarain (1980)
- Abierto día y noche, regia di Fernando Ayala (1981)
- El desquite, regia di Juan Carlos Desanzo (1983)
- La rosales, regia di David Lipszyc (1984)
- Apenas reflejos, regia di Hugo Bab Quintela (1986)
- Te amo, regia di Eduardo Calcagno (1986)
- Les longs manteaux, regia di Gilles Béhat (1986)
- Revancha de un amigo, regia di Santiago Carlos Oves (1987)
- The Stranger, regia di Adolfo Aristarain (1987)
- Perdido por perdido, regia di Alberto Lecchi (1993)
- El faro, regia di Eduardo Mignogna (1998)
- El mismo amor, la misma lluvia, regia di Juan José Campanella (1999)
- Nove regine (Nueve reinas), regia di Fabián Bielinsky (2000)
- La fuga, regia di Eduardo Mignogna (2001)
- Il figlio della sposa (El hijo de la novia), regia di Juan José Campanella (2001)
- Porque te quiero, regia di Mario Sábato (2001)
- Sottosopra (Samy y yo), regia di Eduardo Milewicz (2002)
- Kamchatka, regia di Marcelo Piñeyro (2002)
- Luna de Avellaneda, regia di Juan José Campanella (2004)
- El aura, regia di Fabián Bielinsky (2005)
- La educación de las hadas, regia di José Luis Cuerda (2006)
- XXY, regia di Lucía Puenzo (2007)
- La señal, regia di Ricardo Darín e Martín Hodara (2007)
- Amorosa soledad, regia di Victoria Galardi e Martín Carranza (2008)
- Il segreto dei suoi occhi (El secreto de sus ojos), regia di Juan José Campanella (2009)
- El baile de la Victoria, regia di Fernando Trueba (2009)
- Carancho, regia di Pablo Trapero (2010)
- Cosa piove dal cielo? (Un cuento chino), regia di Sebastián Borensztein (2011)
- En fuera de juego, regia di David Marqués (2011)
- Elefante blanco, regia di Pablo Trapero (2012)
- Una pistola en cada mano, regia di Cesc Gay (2012)
- Tesis sobre un homicidio, regia di Hernán Goldfrid (2013)
- I segreti del settimo piano (Séptimo), regia di Patxi Amezcua (2013)
- Violet, regia di Luiso Berdejo (2013)
- Bombita, episodio di Storie pazzesche (Relatos salvajes), regia di Damián Szifrón (2014)
- Torrente 5: Operación Eurovegas, regia di Santiago Segura (2014)
- Truman - Un vero amico è per sempre (Truman), regia di Cesc Gay (2015)
- Capitano Kóblic (Kóblic), regia di Sebastián Borensztein (2016)
- Neve nera (Nieve negra), regia di Martín Hodara (2017)
- Il presidente (La cordillera), regia di Santiago Mitre (2017)
- Tutti lo sanno (Todos lo saben), regia di Asghar Farhadi (2018)
- El amor menos pensado, regia di Juan Vera (2018)
- Criminali come noi (La Odisea de los Giles), regia di Sebastián Borensztein (2019)
- Argentina, 1985, regia di Santiago Mitre (2022)

#### Televisione
- Soledad Monsalvo - telenovela, 19 episodi (1960)
- Testimonios de hoy... - telenovela (1969)
- Abelardo Pardales - telenovela, 28 episodi (1969)
- Las grandes novelas - telenovela, 1 episodio (1971)
- Alta comedia - serie TV, 1 episodio (1971)
- La familia Super Star - serie TV, 19 episodi (1975-1976)
- Ayer fue mentira - telenovela, 19 episodi (1975)
- El tema es el amor - telenovela, 19 episodi (1977)
- Vos y yo, toda la vida - telenovela, 19 episodi (1978)
- Una escalera al cielo - telenovela, 29 episodi (1979)
- Un día 32 en San Telmo - telenovela, 19 episodi (1980)
- Casa de muñecas - serie TV, 5 episodi (1980)
- Me caso con vos - telenovela, 19 episodi (1981)
- Nosotros y los miedos - serie TV, 25 episodi (1982-1983)
- Juan sin nombre - telenovela, 39 episodi (1982)
- Compromiso - telenovela, 10 episodi (1983)
- Historia de un trepador - telenovela, 29 episodi (1984)
- Galas de teatro - serie TV, 1 episodio (1984)
- Stellina (Estrellita mía) - telenovela, 4 episodi (1987)
- Ribelle (Rebelde) - telenovela, 99 episodi (1989)
- Buenos Aires, háblame de amor - telenovela, 30 episodi (1991)
- Mi otro yo - telenovela, 3 episodi (1993)
- Mi cuñado - serie TV, 248 episodi (1993-1996)
- Chiquititas - telenovela, 1 episodio (1998)
- La mujer del presidente - serie TV, 60 episodi (1999)
- Tiempo final - serie TV, 1 episodi (2000)
- Por ese palpitar - telenovela, 12 episodi (2000)
- Hoy me desperté, regia di Dario Lanis e Bruno Stagnaro - film TV (2006)
- Para vestir santos - A proposito di single (Para vestir santos) - miniserie TV, 1 episodio (2010)
- L'Eternauta (El Eternauta) - serie TV, 6 episodi (2025)

### Regista
- La señal (2007)

### Produttore
- El amor menos pensado, regia di Juan Vera (2018)
- Criminali come noi (La Odisea de los Giles), regia di Sebastián Borensztein (2019)
- Argentina, 1985, regia di Santiago Mitre (2022)

## Teatro (parziale)

### Attore
- Recuerdo del Viejo Buenos Aires, di Kico Hernandez, regia di Kico Hernandez. Teatro Cómico di Buenos Aires (1968)
- Martín Fierro, di José Hernández, regia di Rodolfo Graziano. Teatro Nacional Cervantes di Buenos Aires (1978)
- Edipo a Colono, di Sofocle, regia di Rodolfo Graziano. Teatro Nacional Cervantes di Buenos Aires (1979)
- Edipo re, di Sofocle, regia di Rodolfo Graziano. Teatro Nacional Cervantes di Buenos Aires (1979)
- Un cappello di paglia di Firenze, di Eugène Labiche e Marc-Michel, regia di Rodolfo Graziano. Teatro Nacional Cervantes di Buenos Aires (1979)
- El conventillo de la Paloma di Alberto Vaccarezza, regia di Rodolfo Graziano. Teatro Nacional Cervantes di Buenos Aires (1980-1981)
- Hasta mañana, si Dios quiere (1982)
- La strana coppia, di Neil Simon. Buenos Aires (1984)
- Taxi (1985)
- Sugar, di Peter Stone, regia di Marcelo Ferreyra. Teatro Lola Membranes di Buenos Aires (1986-1987)
- Rumores (1990)
- Necesito un tenor (1991)
- Pizzaman (1994-1995)
- Algo en común, di Harvey Fierstein, regia di Emilio Alfaro. Teatro Blanca Podestá di Buenos Aires (1995-1996)
- Art, di Yasmina Reza, regia di Mick Gordon e Luis Romero. Teatro Blanca Podestá di Buenos Aires (1998-2004)
- La madre de..., regia di Eduardo Valentini. Teatro Gargantúa di Buenos Aires (2003)
- Art, di Yasmina Reza. Teatro Infanta Isabel di Madrid (2003)
- Art, di Yasmina Reza, regia di Mick Gordon. Teatro Tívoli di Barcellona (2003)
- Art, di Yasmina Reza, regia di Mick Gordon. Teatro America di Mar del Plata (2008-2010)
- Scene da un matrimonio, di Ingmar Bergman, regia di Norma Aleandro. Teatro Maipo di Buenos Aires (2013-2017)
- Happy Brownies, di Casper Esposito, Marcela Arza e Fabio Golpe, regia di Casper Esposito. El Método Kairós Teatro di Buenos Aires (2014)

### Regista
- Pájaros in the nait, di Korovsky/Hermida. Mar del Plata (1990)

## Riconoscimenti
- Premio Goya
  - 2010 – Candidatura al Miglior attore per Il segreto dei suoi occhi
  - 2010 – Candidatura al Miglior attore non protagonista per El Baile de la Victoria
  - 2015 – Candidatura al Miglior attore per Storie pazzesche
  - 2016 – Miglior attore per Truman - Un vero amico è per sempre

## Doppiatori italiani
- Paolo Marchese in XXY, Il segreto dei suoi occhi, Cosa piove dal cielo?, Storie pazzesche, Truman - Un vero amico è per sempre, Capitano Kóblic, Tutti lo sanno, Criminali come noi, Argentina, 1985, L'eternauta
- Donato Sbodio in Stellina, Ribelle
- Roberto Pedicini ne Il figlio della sposa, Kamchatka
- Francesco Pannofino in Nove regine
- Giorgio Bonino in Sottosopra
- Edoardo Siravo ne I segreti del settimo piano
- Roberto Draghetti in Neve nera
- Massimo Lodolo in Il presidente